# Indian Canyon Creek
L'Indian Canyon Creek est un cours d'eau américain qui s'écoule dans le comté de Mariposa, en Californie. Ce ruisseau traverse le canyon Indian puis se jette dans la Merced, qui fait partie du système hydrologique du San Joaquin. L'ensemble de son cours est situé dans la Yosemite Wilderness, au sein du parc national de Yosemite, sauf la dernière section.